# Pseudotorymus mesembryanthemumi
Pseudotorymus mesembryanthemumi är en stekelart som först beskrevs av Cameron 1904.  Pseudotorymus mesembryanthemumi ingår i släktet Pseudotorymus och familjen gallglanssteklar. Inga underarter finns listade i Catalogue of Life.